# آلیس هرتس-زومر
آلیس هرتس-زومر (معروف به آلیس هرتس) (۲۶ نوامبر ۱۹۰۳ – ۲۳ فوریه ۲۰۱۴) پیانیست کلاسیک، معلم موسیقی و ابرصدساله چک‌تبار اهل اسرائیل بود که از اردوگاه کار اجباری ترزینشتات جان سالم به در برد. او ۴۰ سال در اسرائیل زیست و در سال ۱۹۸۶ به لندن مهاجرت نمود، جایی که تا پایان عمر خود در آنجا اقامت گزید.
در سن ۱۱۰ سالگی، وی به‌عنوان مسن‌ترین بازمانده شناخته‌شده هولوکاست در جهان معرفی شد، تا اینکه ییزرائیل کریستال این عنوان را به دست آورد.

## اوایل زندگی
آلیس هرتس در پراگ، در پادشاهی بوهم (که بخشی از اتریش-مجارستان بود) در منطقه‌ای که امروزه جمهوری چک نامیده می‌شود، متولد شد. والدینش، فریدریش و سوفی «گیگی» هرتس، از اقلیت کوچک آلمانی‌زبان یهودیان پراگ بودند، هرچند خود آلیس بیان کرده بود که به زبان چکی نیز صحبت می‌کرد. پدرش بازرگان بود و مادرش زنی بسیار تحصیل‌کرده بود که در محافل نویسندگان مشهور رفت‌وآمد داشت.
او دو خواهر داشت که یکی از آن‌ها خواهر دوقلویش، ماریانا، بود و همچنین دو برادر داشت. والدینش یک سالن فرهنگی را اداره می‌کردند که آلیس در دوران کودکی در آنجا با نویسندگانی مانند فرانتس کافکا و فرانتس ورفل، آهنگسازانی مانند گوستاو مالر و فیلسوفان و روشنفکرانی مانند زیگموند فروید ملاقات کرد.
آلیس روزی اشاره کرده بود: «کافکا مردی کمی عجیب‌وغریب بود. او به خانه ما می‌آمد، می‌نشست و با مادرم، بیشتر دربارهٔ نوشته‌هایش، صحبت می‌کرد. او زیاد صحبت نمی‌کرد، بلکه سکوت و طبیعت را دوست داشت. ما اغلب با هم به سفر می‌رفتیم. به یاد دارم که کافکا ما را به مکانی بسیار زیبا خارج از پراگ برد. روی یک نیمکت نشستیم و او برای ما داستان‌هایی تعریف کرد.»
خواهر آلیس، ایرما، با فلیکس ولتش ازدواج کرده بود؛ او فیلسوف یهودی برجسته آلمانی‌زبان، روزنامه‌نگار، کتابدار و صهیونیست بود که پس از مهاجرت از اتریش در اورشلیم به‌عنوان کتابدار فعالیت می‌کرد.
خواهر بزرگ‌تر آلیس هرتس، ایرما، به او نواختن پیانو را آموخت، که آلیس با پشتکار فراوان به آن پرداخت. آرتور اشنابل، پیانیست اتریشی-یهودی و از دوستان خانواده، او را تشویق کرد که حرفه‌ای را در زمینه موسیقی کلاسیک دنبال کند، انتخابی که آلیس تصمیم گرفت عملی کند.
او سپس نزد پیانیست اهل چک، واکلاو اشتپان (۱۸۸۹–۱۹۴۴)، و در آکادمی موسیقی آلمانی پراگ، که در آن زمان جوان‌ترین شاگرد بود، به تحصیل پرداخت.
آلیس در سال ۱۹۳۱ با یک تاجر و موسیقی‌دان آماتور به نام لئوپولد زومر ازدواج کرد. این زوج صاحب پسری به نام استفان (که بعدها به رافائل شناخته شد، ۱۹۳۷–۲۰۰۱) شدند.
او با برگزاری کنسرت‌ها در سراسر اروپا و کسب شهرت به فعالیت خود ادامه داد، اما پس از اشغال پراگ توسط نازی‌ها، یهودیان دیگر اجازه اجرای عمومی، شرکت در مسابقات موسیقی یا آموزش به دانش‌آموزان غیر یهودی را نداشتند.

## جنگ جهانی دوم
پس از اشغال چکسلواکی، بیشتر خانواده و دوستان آلیس هرتس-زومر از طریق رومانی به اسرائیل (فلسطین تحت قیمومیت) مهاجرت کردند؛ از جمله ماکس برود و شوهرخواهرش، فلیکس ولتش. با این حال، آلیس در پراگ ماند تا از مادر بیمار خود، سوفی ۷۲ ساله، مراقبت کند. هر دوی آن‌ها دستگیر شدند و مادرش در اردوگاه کار اجباری به قتل رسید.
در ژوئیه ۱۹۴۳، آلیس به ترزینشتات فرستاده شد، جایی که او بیش از ۱۰۰ کنسرت برگزار کرد. در این کنسرت‌ها، همراه با دیگر موسیقی‌دانان، قطعاتی از بتهوون، باخ، برامس، شومان و شوپن، به‌علاوه آثار آهنگسازان چک را اجرا کرد و برای زندانیان و نگهبانان نواخت.

او درباره اجراهای خود در این اردوگاه گفته بود: 
ما مجبور به اجرا بودیم، زیرا صلیب سرخ سه بار در سال می‌آمد. آلمانی‌ها می‌خواستند به نمایندگان نشان دهند که وضعیت یهودیان در ترزینشتات خوب است. هرگاه می‌دانستم که کنسرتی دارم، خوشحال بودم. موسیقی جادو است. ما در تالار شورا و در برابر ۱۵۰ نفر از افراد سالخورده، ناامید، بیمار و گرسنه اجرا می‌کردیم. آن‌ها برای موسیقی زندگی می‌کردند. موسیقی برایشان مانند غذا بود. اگر برای شنیدن ما نمی‌آمدند، خیلی زودتر از این‌ها می‌مردند؛ همان‌طور که ما نیز می‌مردیم.